# وسام القديسين أولغا وصوفيا
ترتيب العائلة المالكة للقديسين أولغا وصوفيا (باليونانية: Βασιλικόν Οἰκογενειακόν Τάγμα Ἁγίων Ὂλγας καὶ Σοφίας)‏ كان أمرًا من العائلة المالكة اليونانية . وهو مخصص للنساء، وكان ثالث أعلى تكريم للدولة اليونانية الحديثة والتاج بعد وسام الفادي ووسام القديسين جورج وقسنطينة للذكور فقط. أنشأه الملك جورج الثاني في يناير 1936 تخليداً لذكرى جدته ( الملكة أولغا ) ووالدته ( الملكة صوفيا ).
تم إلغاء الأمر في عام 1973 ، من قبل الدولة اليونانية ويتم منحه اليوم فقط من قبل رئيس العائلة المالكة اليونانية السابقة.

## درجات
- سيدة جراند كروس
- قائدة السيدة
- كوماندر
- صليب الذهب
- سوف يتم إرسال هذا الجهاز غدا

## السيدات الكبرى
- الملكة هيلين ، ملكة والدة رومانيا ، أميرة اليونان والدانمرك هيلين - (1936-1947)
- الملكة فريديريكا نيي الأميرة فريديريكا ملكة هانوفر - (1947-1964)
- الملكة آن ماري نيي الأميرة آن ماري ملكة الدنمارك - (1964 - حتى الآن)

## المستلمون
عند إنشاء النظام، تم ترتيب الأميرات اليونانيات وبناتهن بترتيب الأسبقية.
1. الملكة هيلين ، والدة رومانيا ، وأميرة اليونان والدنمارك - السيدة الكبرى الأولى
2. الأميرة إيرين ، دوقة أوستا نيي أميرة اليونان والدنمارك - سيدة غراند كروس، من الدرجة الخاصة
3. الأميرة كاثرين، سيدة براندارم - سيدة الصليب الكبير، الدرجة الخاصة [1]
4. الملكة ألكسندرا ، ملكة يوغوسلافيا وأميرة اليونان والدنمارك) - سيدة الصليب الأكبر، من الدرجة الخاصة [2]
5. ماريا أميرة اليونان والدنمارك - سيدة غراند كروس، من الدرجة الخاصة
6. الأميرة أسباسيا ، أميرة اليونان الإسكندر والدنمارك (زوجة الملك ألكسندر الأول ملك اليونان وأم السيدة الرابعة) - سيدة جراند كروس، فئة خاصة
7. الأميرة أوجيني أميرة اليونان والدنمارك - سيدة جراند كروس، الدرجة الأولى
8. دوقة روسيا الكبرى ماريا بافلوفنا (ابنة الأميرة ألكسندرا من اليونان والدنمارك ) - سيدة جراند كروس، الدرجة الأولى
9. أولغا أميرة اليونان والدنمارك - سيدة غراند كروس من الدرجة الأولى
10. الأميرة إليزابيث ، كونتيسة - سيدة جراند كروس، الدرجة الأولى
11. الأميرة مارينا ، دوقة كنت - السيدة جراند كروس، الدرجة الأولى
12. أميرة روسيا نينا جورجيفنا (ابنة الخامسة) - سيدة غراند كروس، الدرجة الأولى
13. الأميرة زينيا جورجيفنا من روسيا (ابنة السيدة الخامسة) - سيدة غراند كروس، الدرجة الأولى
14. الأميرة مارغريتا ، أميرة هوهنلوه-لانغنبورغ نيي أميرة اليونان والدنمارك - سيدة جراند كروس، الدرجة الأولى
15. الأميرة ثيودورا ، وراثة دوقة بادن ني أميرة اليونان والدنمارك - سيدة جراند كروس، الدرجة الأولى
16. الأميرة سيسيلي ، الوراثة الكبرى دوقة هيسن أميرة اليونان والدنمارك - سيدة جراند كروس، الدرجة الأولى
17. الأميرة صوفي أميرة اليونان والدنمارك - سيدة غراند كروس من الدرجة الأولى
18. الأميرة ماري بونابرت (زوجة الأمير جورج اليونان والدنمارك وأم السيدة السابعة) - السيدة جراند كروس، الدرجة الأولى
19. الدوقة الكبرى إيلينا فلاديميروفنا من روسيا (زوجة الأمير نيكولاس من اليونان والدنمارك وأم السيدات التاسع والعاشر والحادي عشر) - السيدة جراند كروس، الدرجة الأولى
20. الأميرة أليس من باتنبرغ (زوجة الأمير أندرو أمير اليونان والدنمارك وأم السيدات الرابع عشر والخامس عشر والسادس عشر والسابع عشر) - سيدة جراند كروس، الدرجة الأولى
21. الأميرة فرانسواز دورليان (زوجة الأمير كريستوفر من اليونان والدنمارك ) - سيدة جراند كروس، الدرجة الأولى
22. الأميرة مارجريت، أميرة هيس كاسل مولودة أميرة بروسيا - سيدة جراند كروس، الدرجة الأولى

### سيدات أخريات
- الملكة فريديريكا ، ملكة اليونان (ثم ولي العهد الأميرة فريديريكا ملكة اليونان) والأميرة فريديريكا أميرة هانوفر - السيدة جراند كروس
- فيكتوريا لويز ، دوقة قرين برونزويك ، الأميرة فيكتوريا لويز من بروسيا - سيدة جراند كروس، الدرجة خاصة
- الملكة آن ، ملكة رومانيا ، الأميرة آن من بوربون بارما - سيدة الصليب الأكبر، فئة خاصة
- الملكة صوفيا ، ملكة إسبانيا (ثم أميرة اليونان والدنمارك صوفيا) والأميرة صوفيا من اليونان والدنمارك - سيدة غراند كروس، الدرجة خاصة
- الأميرة إيرين من اليونان والدنمارك - سيدة جراند كروس، من الدرجة الخاصة
- الملكة ماري ، ملكة المملكة المتحدة (ثم الملكة ماري، الملكة الأم للمملكة المتحدة) والأميرة ماري أوف تيك - سيدة جراند كروس، الدرجة خاصة
- الملكة إليزابيث ، ملكة المملكة المتحدة (ثم الملكة إليزابيث، الملكة كونسورت) مولودة إليزابيث باوز ليون - سيدة جراند كروس، فئة خاصة
- ملكة هولندا بياتريكس الأولى (ثم الأميرة بياتريكس، أميرة أورانج) - سيدة غراند كروس، من الدرجة الخاصة
- الملكة فيكتوريا أوجيني ، ملكة إسبانيا ، الأميرة فيكتوريا أوجيني من باتنبرغ - سيدة الصليب الأكبر، الدرجة خاصة
- Infanta María de las Mercedes ، كونتيسة برشلونة مولودة الأميرة ماريا دي لاس مرسيدس بوربون - الصقليتان - سيدة غراند كروس، من الدرجة الأولى
- الملكة إنغريد ، ملكة الدنمارك ، أميرة السويد إنغريد - سيدة جراند كروس، فئة خاصة
- الملكة مارغريت الثانية ملكة الدنمارك (ثم أميرة الدنمارك مارجريت) - سيدة جراند كروس، الدرجة خاصة
- الملكة ماري خوسيه ، ملكة إيطاليا والأميرة ماري خوسيه من بلجيكا - سيدة جراند كروس، الدرجة خاصة
- الدوقة الكبرى جوزفين شارلوت، دوقة لوكسمبورغ الكبرى (الأميرة جوزفين شارلوت، دوقة لوكسمبورغ الكبرى بالوراثة) الأميرة جوزفين شارلوت البلجيكية - سيدة غراند كروس، فئة خاصة
- الأميرة مارجريت من الدنمارك - سيدة جراند كروس، الدرجة الأولى
- الأميرة تاتيانا رادزويتش (ابنة السيدة السابعة) - سيدة جراند كروس
- الملكة آن ماري ، ملكة اليونان وأميرة الدنمارك آن ماري - السيدة الكبرى
- الأميرة بينيديكت ، أميرة ساين فيتجنشتاين-بيرلبورغ (أميرة الدنمارك آنذاك بنديكت) ، أميرة الدنمارك - سيدة جراند كروس، الدرجة الأولى
- الأميرة جينا، أميرة قرينة ليختنشتاين، كونتيسة جورجينا من ويلتشيك - سيدة جراند كروس، الدرجة خاصة
- ولي العهد الأميرة مارغريتا من رومانيا - سيدة غراند كروس، الدرجة خاصة
- إنفانتا بيلار ، دوقة بطليوس (ثم إنفانتا بيلار من إسبانيا) - سيدة جراند كروس
- إنفانتا مارغريتا، دوقة سوريا (ثم إنفانتا مارغريتا الإسبانية) - سيدة جراند كروس
- الأميرة اليكسيا اليونان والدنمارك - سيدة جراند كروس، من الدرجة الخاصة
- أميرة اليونان والدنمارك ثيودورا - سيدة الصليب الأكبر، من الدرجة الخاصة
- ولي العهد اليوناني الأميرة ماري شانتال مولودة ماري شانتال ميلر - سيدة غراند كروس، من الدرجة الأولى
- الأميرة تاتيانا والأميرة اليونانية نيكولاوس والدنمارك مولودة تاتيانا بلاتنيك - سيدة غراند كروس، من الدرجة الأولى .
- الأميرة ماريا أولمبيا من اليونان والدنمارك - سيدة الصليب الأكبر، من الدرجة الخاصة [3]

## روابط خارجية
- الأوامر الملكية اليونانية
- الصورة المرسومة مأخوذة من كتاب: «أوامر وأوسمة وميداليات هيلينيكية» ، أثينا 1991 ، لجورج ج. بيلديكوس،(ردمك 960-85054-0-2) ، © متحف الحرب اليونانية

| الخط الزمني للأوسمة اليونانية | الخط الزمني للأوسمة اليونانية | الخط الزمني للأوسمة اليونانية | الخط الزمني للأوسمة اليونانية | الخط الزمني للأوسمة اليونانية | الخط الزمني للأوسمة اليونانية | الخط الزمني للأوسمة اليونانية | الخط الزمني للأوسمة اليونانية | الخط الزمني للأوسمة اليونانية | الخط الزمني للأوسمة اليونانية | الخط الزمني للأوسمة اليونانية | الخط الزمني للأوسمة اليونانية | الخط الزمني للأوسمة اليونانية | الخط الزمني للأوسمة اليونانية | الخط الزمني للأوسمة اليونانية | الخط الزمني للأوسمة اليونانية | الخط الزمني للأوسمة اليونانية | الخط الزمني للأوسمة اليونانية | الخط الزمني للأوسمة اليونانية | الخط الزمني للأوسمة اليونانية | الخط الزمني للأوسمة اليونانية | الخط الزمني للأوسمة اليونانية | الخط الزمني للأوسمة اليونانية | الخط الزمني للأوسمة اليونانية | الخط الزمني للأوسمة اليونانية | الخط الزمني للأوسمة اليونانية | الخط الزمني للأوسمة اليونانية | الخط الزمني للأوسمة اليونانية | الخط الزمني للأوسمة اليونانية | الخط الزمني للأوسمة اليونانية | الخط الزمني للأوسمة اليونانية | الخط الزمني للأوسمة اليونانية | الخط الزمني للأوسمة اليونانية | الخط الزمني للأوسمة اليونانية | الخط الزمني للأوسمة اليونانية | الخط الزمني للأوسمة اليونانية | الخط الزمني للأوسمة اليونانية | الخط الزمني للأوسمة اليونانية | الخط الزمني للأوسمة اليونانية | الخط الزمني للأوسمة اليونانية | الخط الزمني للأوسمة اليونانية | الخط الزمني للأوسمة اليونانية | الخط الزمني للأوسمة اليونانية | الخط الزمني للأوسمة اليونانية | الخط الزمني للأوسمة اليونانية | الخط الزمني للأوسمة اليونانية | الخط الزمني للأوسمة اليونانية | الخط الزمني للأوسمة اليونانية | الخط الزمني للأوسمة اليونانية | الخط الزمني للأوسمة اليونانية | الخط الزمني للأوسمة اليونانية | الخط الزمني للأوسمة اليونانية | الخط الزمني للأوسمة اليونانية | الخط الزمني للأوسمة اليونانية | الخط الزمني للأوسمة اليونانية | الخط الزمني للأوسمة اليونانية | الخط الزمني للأوسمة اليونانية | الخط الزمني للأوسمة اليونانية | الخط الزمني للأوسمة اليونانية | الخط الزمني للأوسمة اليونانية | الخط الزمني للأوسمة اليونانية | الخط الزمني للأوسمة اليونانية | الخط الزمني للأوسمة اليونانية | الخط الزمني للأوسمة اليونانية | الخط الزمني للأوسمة اليونانية | الخط الزمني للأوسمة اليونانية | الخط الزمني للأوسمة اليونانية | الخط الزمني للأوسمة اليونانية | الخط الزمني للأوسمة اليونانية | الخط الزمني للأوسمة اليونانية | الخط الزمني للأوسمة اليونانية |
| الأوسمة حسب الأسبقية          | 1832- 1909                    | العقد 1910                    | العقد 1910                    | العقد 1910                    | العقد 1910                    | العقد 1910                    | العقد 1910                    | العقد 1910                    | العقد 1910                    | العقد 1910                    | العقد 1910                    | العقد 1920                    | العقد 1920                    | العقد 1920                    | العقد 1920                    | العقد 1920                    | العقد 1920                    | العقد 1920                    | العقد 1920                    | العقد 1920                    | العقد 1920                    | العقد 1930                    | العقد 1930                    | العقد 1930                    | العقد 1930                    | العقد 1930                    | العقد 1930                    | العقد 1930                    | العقد 1930                    | العقد 1930                    | العقد 1930                    | العقد 1940                    | العقد 1940                    | العقد 1940                    | العقد 1940                    | العقد 1940                    | العقد 1940                    | العقد 1940                    | العقد 1940                    | العقد 1940                    | العقد 1940                    | العقد 1950                    | العقد 1950                    | العقد 1950                    | العقد 1950                    | العقد 1950                    | العقد 1950                    | العقد 1950                    | العقد 1950                    | العقد 1950                    | العقد 1950                    | العقد 1960                    | العقد 1960                    | العقد 1960                    | العقد 1960                    | العقد 1960                    | العقد 1960                    | العقد 1960                    | العقد 1960                    | العقد 1960                    | العقد 1960                    | 1970- الآن                    | 1970- الآن                    | 1970- الآن                    | 1970- الآن                    | 1970- الآن                    | 1970- الآن                    | 1970- الآن                    | 1970- الآن                    | 1970- الآن                    |
| ----------------------------- | ----------------------------- | ----------------------------- | ----------------------------- | ----------------------------- | ----------------------------- | ----------------------------- | ----------------------------- | ----------------------------- | ----------------------------- | ----------------------------- | ----------------------------- | ----------------------------- | ----------------------------- | ----------------------------- | ----------------------------- | ----------------------------- | ----------------------------- | ----------------------------- | ----------------------------- | ----------------------------- | ----------------------------- | ----------------------------- | ----------------------------- | ----------------------------- | ----------------------------- | ----------------------------- | ----------------------------- | ----------------------------- | ----------------------------- | ----------------------------- | ----------------------------- | ----------------------------- | ----------------------------- | ----------------------------- | ----------------------------- | ----------------------------- | ----------------------------- | ----------------------------- | ----------------------------- | ----------------------------- | ----------------------------- | ----------------------------- | ----------------------------- | ----------------------------- | ----------------------------- | ----------------------------- | ----------------------------- | ----------------------------- | ----------------------------- | ----------------------------- | ----------------------------- | ----------------------------- | ----------------------------- | ----------------------------- | ----------------------------- | ----------------------------- | ----------------------------- | ----------------------------- | ----------------------------- | ----------------------------- | ----------------------------- | ----------------------------- | ----------------------------- | ----------------------------- | ----------------------------- | ----------------------------- | ----------------------------- | ----------------------------- | ----------------------------- | ----------------------------- |
| O. of the Redeemer            | .                             | .                             | .                             | .                             | .                             | .                             | .                             | .                             | .                             | .                             | .                             | .                             | .                             | .                             | .                             | .                             | .                             | .                             | .                             | .                             | .                             | .                             | .                             | .                             | .                             | .                             | .                             | .                             | .                             | .                             | .                             | .                             | .                             | .                             | .                             | .                             | .                             | .                             | .                             | .                             | .                             | .                             | .                             | .                             | .                             | .                             | .                             | .                             | .                             | .                             | .                             | .                             | .                             | .                             | .                             | .                             | .                             | .                             | .                             | .                             | .                             | .                             | .                             | .                             | .                             | .                             | جمهورية                       | جمهورية                       | جمهورية                       | جمهورية                       |
| Order of Honour               |                               |                               |                               |                               |                               |                               |                               |                               |                               |                               |                               |                               |                               |                               |                               |                               |                               |                               |                               |                               |                               |                               |                               |                               |                               |                               |                               |                               |                               |                               |                               |                               |                               |                               |                               |                               |                               |                               |                               |                               |                               |                               |                               |                               |                               |                               |                               |                               |                               |                               |                               |                               |                               |                               |                               |                               |                               |                               |                               |                               |                               |                               |                               |                               |                               |                               | جمهورية                       | جمهورية                       | جمهورية                       | جمهورية                       |
| O. of St George & Constantine |                               |                               |                               |                               |                               |                               |                               |                               |                               |                               |                               |                               |                               |                               |                               |                               |                               |                               |                               |                               |                               |                               |                               |                               |                               |                               |                               | .                             | .                             | .                             | .                             | .                             |                               |                               |                               | .                             | .                             | .                             | .                             | .                             | .                             | .                             | .                             | .                             | .                             | .                             | .                             | .                             | .                             | .                             | .                             | .                             | .                             | .                             | .                             | .                             | .                             | .                             | .                             | .                             | .                             | .                             | .                             | .                             | .                             | .                             | ملكية                         | ملكية                         | ملكية                         | ملكية                         |
| وسام القديسين أولغا وصوفيا    |                               |                               |                               |                               |                               |                               |                               |                               |                               |                               |                               |                               |                               |                               |                               |                               |                               |                               |                               |                               |                               |                               |                               |                               |                               |                               |                               | .                             | .                             | .                             | .                             | .                             |                               |                               |                               | .                             | .                             | .                             | .                             | .                             | .                             | .                             | .                             | .                             | .                             | .                             | .                             | .                             | .                             | .                             | .                             | .                             | .                             | .                             | .                             | .                             | .                             | .                             | .                             | .                             | .                             | .                             | .                             | .                             | .                             | .                             | ملكية                         | ملكية                         | ملكية                         | ملكية                         |
| وسام جورج الأول               |                               |                               |                               |                               |                               |                               | .                             | .                             | .                             | .                             | .                             | .                             | .                             | .                             | .                             |                               |                               |                               |                               |                               |                               |                               |                               |                               |                               |                               | .                             | .                             | .                             | .                             | .                             | .                             |                               |                               |                               | .                             | .                             | .                             | .                             | .                             | .                             | .                             | .                             | .                             | .                             | .                             | .                             | .                             | .                             | .                             | .                             | .                             | .                             | .                             | .                             | .                             | .                             | .                             | .                             | .                             | .                             | .                             | .                             | .                             | .                             | .                             | ملكية                         | ملكية                         | ملكية                         | ملكية                         |
| وسام فوينيكس                  |                               |                               |                               |                               |                               |                               |                               |                               |                               |                               |                               |                               |                               |                               |                               |                               |                               | .                             | .                             | .                             | .                             | .                             | .                             | .                             | .                             | .                             | .                             | .                             | .                             | .                             | .                             | .                             | .                             | .                             | .                             | .                             | .                             | .                             | .                             | .                             | .                             | .                             | .                             | .                             | .                             | .                             | .                             | .                             | .                             | .                             | .                             | .                             | .                             | .                             | .                             | .                             | .                             | .                             | .                             | .                             | .                             | .                             | .                             | .                             | .                             | .                             | جمهورية                       | جمهورية                       | جمهورية                       | جمهورية                       |
| وسام الإحسان                  |                               |                               |                               |                               |                               |                               |                               |                               |                               |                               |                               |                               |                               |                               |                               |                               |                               |                               |                               |                               |                               |                               |                               |                               |                               |                               |                               |                               |                               |                               |                               |                               |                               |                               |                               |                               |                               |                               |                               | .                             | .                             | .                             | .                             | .                             | .                             | .                             | .                             | .                             | .                             | .                             | .                             | .                             | .                             | .                             | .                             | .                             | .                             | .                             | .                             | .                             | .                             | .                             | .                             | .                             | .                             | .                             | جمهورية                       | جمهورية                       | جمهورية                       | جمهورية                       |
| سنوات                         |                               |                               |                               |                               |                               |                               |                               |                               |                               |                               |                               |                               |                               |                               |                               |                               |                               |                               |                               |                               |                               |                               |                               |                               |                               |                               |                               |                               |                               |                               |                               |                               |                               |                               |                               |                               |                               |                               |                               |                               |                               |                               |                               |                               |                               |                               |                               |                               |                               |                               |                               |                               |                               |                               |                               |                               |                               |                               |                               |                               |                               |                               |                               |                               |                               |                               |                               |                               |                               |                               |
| النظام                        | ملكية                         | ملكية                         | ملكية                         | ملكية                         | ملكية                         | ملكية                         | ملكية                         | ملكية                         | ملكية                         | ملكية                         | ملكية                         | ملكية                         | ملكية                         | ملكية                         | ملكية                         | جمهورية                       | جمهورية                       | جمهورية                       | جمهورية                       | جمهورية                       | جمهورية                       | جمهورية                       | جمهورية                       | جمهورية                       | جمهورية                       | جمهورية                       | ملكية                         | ملكية                         | ملكية                         | ملكية                         | ملكية                         | ملكية                         | جمهورية                       | جمهورية                       | جمهورية                       | ملكية                         | ملكية                         | ملكية                         | ملكية                         | ملكية                         | ملكية                         | ملكية                         | ملكية                         | ملكية                         | ملكية                         | ملكية                         | ملكية                         | ملكية                         | ملكية                         | ملكية                         | ملكية                         | ملكية                         | ملكية                         | ملكية                         | ملكية                         | ملكية                         | ملكية                         | ملكية                         | ملكية                         | ملكية                         | ملكية                         | ملكية                         | ملكية                         | ملكية                         | جمهورية                       | جمهورية                       | جمهورية                       | جمهورية                       | جمهورية                       | جمهورية                       |
|                               | 1832- 1909                    | العقد 1910                    | العقد 1910                    | العقد 1910                    | العقد 1910                    | العقد 1910                    | العقد 1910                    | العقد 1910                    | العقد 1910                    | العقد 1910                    | العقد 1910                    | العقد 1920                    | العقد 1920                    | العقد 1920                    | العقد 1920                    | العقد 1920                    | العقد 1920                    | العقد 1920                    | العقد 1920                    | العقد 1920                    | العقد 1920                    | العقد 1930                    | العقد 1930                    | العقد 1930                    | العقد 1930                    | العقد 1930                    | العقد 1930                    | العقد 1930                    | العقد 1930                    | العقد 1930                    | العقد 1930                    | العقد 1940                    | العقد 1940                    | العقد 1940                    | العقد 1940                    | العقد 1940                    | العقد 1940                    | العقد 1940                    | العقد 1940                    | العقد 1940                    | العقد 1940                    | العقد 1950                    | العقد 1950                    | العقد 1950                    | العقد 1950                    | العقد 1950                    | العقد 1950                    | العقد 1950                    | العقد 1950                    | العقد 1950                    | العقد 1950                    | العقد 1960                    | العقد 1960                    | العقد 1960                    | العقد 1960                    | العقد 1960                    | العقد 1960                    | العقد 1960                    | العقد 1960                    | العقد 1960                    | العقد 1960                    | 1970- الآن                    | 1970- الآن                    | 1970- الآن                    | 1970- الآن                    | 1970- الآن                    | 1970- الآن                    | 1970- الآن                    | 1970- الآن                    | 1970- الآن                    |